# Hausen (Westerwald)
Hausen (ⓘ) ist ein Ortsteil der Gemeinde Waldbrunn (Westerwald) im mittelhessischen Landkreis Limburg-Weilburg. In dem Ort wohnen über 1200 Einwohner.

## Geographie

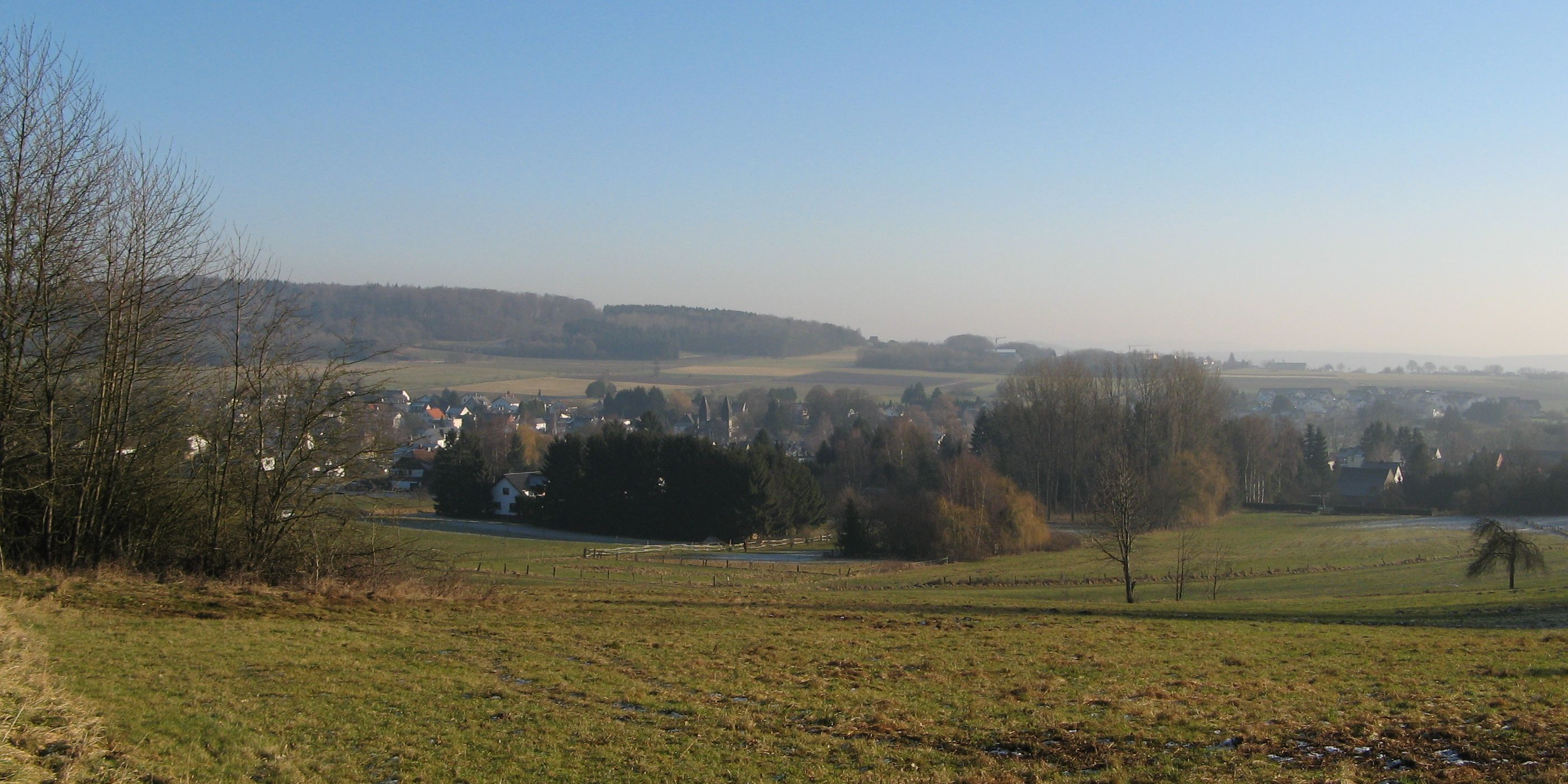
Ansicht Hausens von Westen aus, im Hintergrund der Heidersberg

Hausen liegt im südlichen Westerwald, etwa 19 Kilometer nördlich von Limburg an der Lahn, 14 Kilometer westlich von Weilburg und zwölf Kilometer östlich von Westerburg. Der Ort liegt in Hessen, an der Grenze zu Rheinland-Pfalz.
Die angrenzenden Orte sind, von Norden beginnend im Uhrzeigersinn:
Neunkirchen (Verbandsgemeinde Rennerod), Fussingen, Lahr, Ellar (Gemeinde Waldbrunn, Westerwald), Elbgrund (Gemeinde Elbtal), Langendernbach (Gemeinde Dornburg).
Neunkirchen gehört zum Westerwaldkreis in Rheinland-Pfalz, die übrigen Orte zum Landkreis Limburg-Weilburg in Hessen.

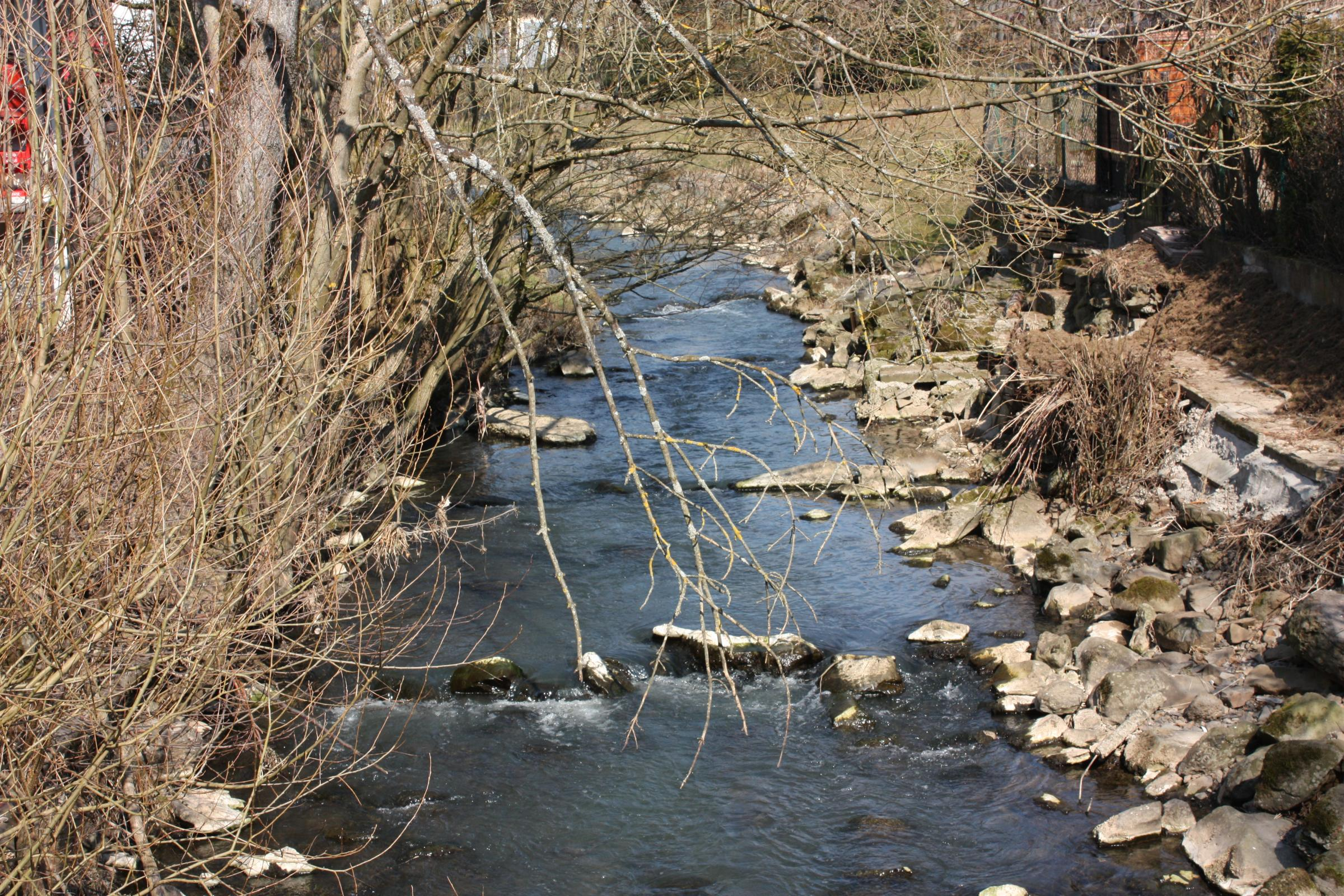
Der Lasterbach in Hausen

Hausen liegt im Lasterbachtal, oberhalb von 280 m. ü. NN, umgeben von teilweise bewaldeten Basalthöhenrücken. Der Lasterbach fließt von Neunkirchen aus kommend durch den Ort Richtung Ellar. Unterhalb von Ellar heißt der Bach Steinbach und mündet in den Elbbach. Die höchsten Berge bei Hausen sind der Lattendel (413 m. ü. NN, Richtung Langendernbach), der Heidersberg (388 m.ü.NN, Richtung Fussingen) und der Stöcken (374 m. ü. NN in der Gemarkung Neunkirchen). Von der 5,78 km² großen Gemarkung sind ca. 3,6 km² bewaldet.

### Geologie
Der Ort liegt im Übergangsbereich zwischen dem Oberwesterwald und dem Limburger Becken im Oberwesterwälder Hügelland. Geologisch besteht der Untergrund aus oberdevonischem Schiefer, der jedoch nicht hervortritt. Diese Schicht besitzt ein Alter vor etwa 300 Millionen Jahren. Über dieser Schicht haben sich tertiäre Ablagerungen, vor allem während der Miozänzeit vor etwa 20 Millionen Jahren, gebildet. Diese bestehen im Wesentlichen aus Basalten und Tonen, aber auch Braunkohle, Phosphorit, Kupfererzen, Pyrit, Eisenerzen und Manganerzen. Der Oberboden ist stark lößhaltig.

### Klima
Die Jahresmitteltemperatur liegt bei 7,2 °C. Die mittlere jährliche Niederschlagsmenge beträgt etwa 755 Millimeter und ist damit etwas geringer als im Oberwesterwald und deutlich höher als im Limburger Becken. Durch die mittlere Höhenlage zwischen dem Lahntal und dem hohen Oberwesterwald gibt es nur wenige ca. 40 Nebeltage.

## Geschichte

### Urgeschichte und Ersterwähnung
Der Ort liegt in einem wahrscheinlich vorgermanischen Siedlungsgebiet. Bei Bauarbeiten der Kerkerbachbahn in Fussingen wurde eine Urne aus der Zeit um 1000 v. Chr. gefunden. Am Lindenberg bei Hausen wurden Keramikscherben aus der Hallstattzeit (Stufe C; um 700 v. Chr.) gefunden. Von der Dornburg und dem Heidenhäuschen sind Funde bekannt, die eine keltische Besiedlung während der La-Tène-Zeit belegen.
Aufgrund des Ortsnamens Hausen (bei den Häusern) ist von einer Gründung in der Siedlungsperiode vom 6. bis zum 11. Jahrhunderts auszugehen. Die Verwendung als alleinstehender Name und nicht als Endung macht eine eher späte Gründung in diesem Rahmen wahrscheinlich.
Die erste urkundliche Erwähnung stammt vom 11. März 1278. Im Rahmen eines Schiedsspruchs zwischen der Grafschaft Diez und der Herrschaft Merenberg wird ein Merenberger Hubengericht in Hausen erwähnt.

### Verwaltungsgeschichte

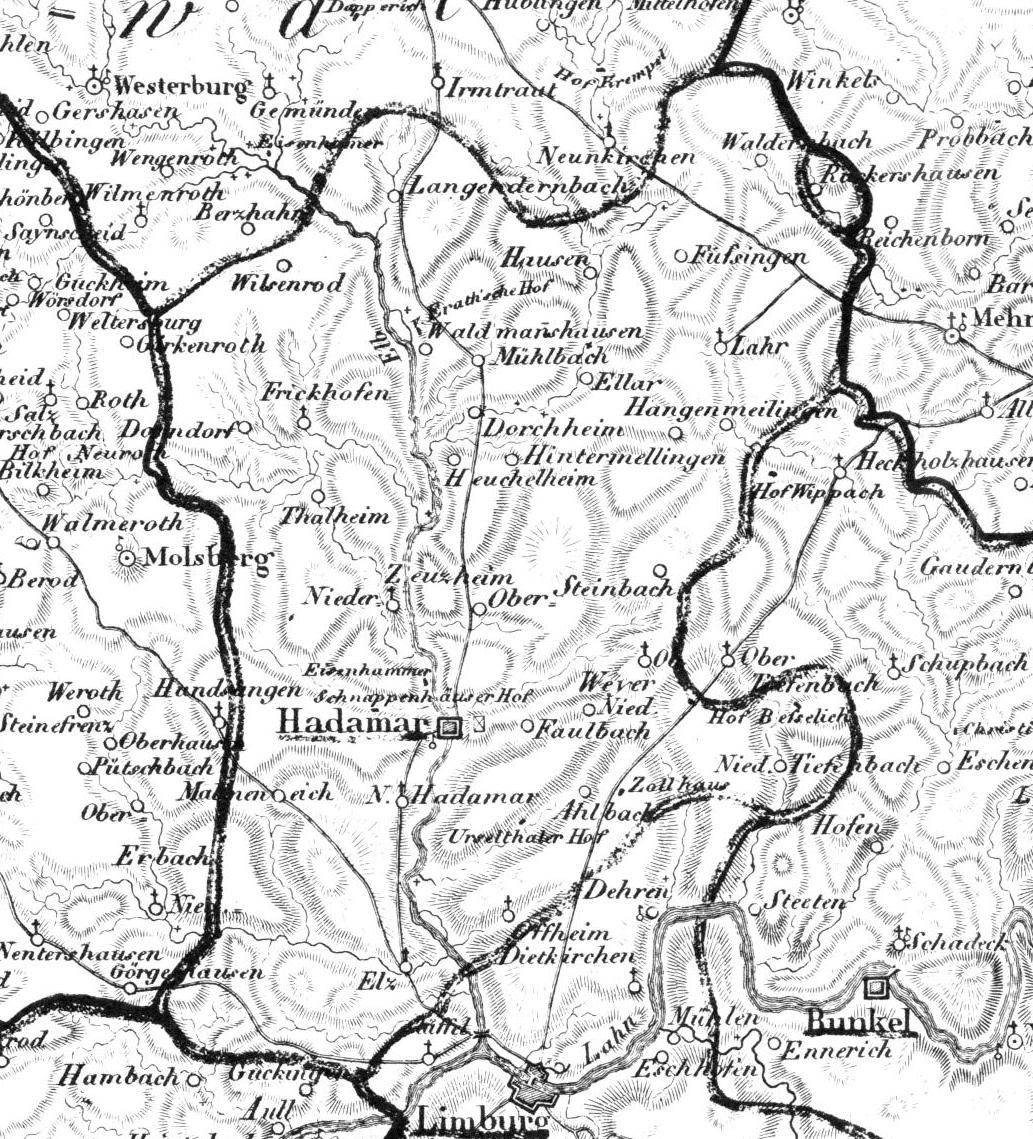
Karte von 1828 des Amt Hadamar im Herzogtum Nassau

Hausen gehörte zur Zent Lahr des Amtes Ellar. Gegen Ende der Karolingerzeit gehörte das Amt Ellar zum Niederlahngau des Herzogtums Franken. Sitz des Zentgerichtes der Herren von Molsberg war Lahr. Das Gericht ging bereits im 13. Jahrhundert an die Grafschaft Diez. Die Grafen von Diez verlegten das Gericht nach Ellar. Dieser Schritt war gegen die Herrschaft Westerburg gerichtet, die als Vögte des Stifts Gemünden auch die Vogteirechte über das Kirchspiel Lahr besaßen.
Ab dem Jahr 1315 war die Zent Lahr an die Herrschaft Merenberg verpfändet. Die Einlösung erfolgte vor 1333. Im Jahr 1337 verpfändete die Grafschaft Diez die Gebiete erneut, diesmal an das Haus Nassau-Hadamar. Die Einlösung erfolgte zwischen 1356 und 1362.
Im Jahr 1367 trat die Grafschaft Diez das Amt Ellar mit der Zent Lahr als Mitgift an die Grafschaft Katzenelnbogen ab. Nach dem Ende des Erbfolgestreits der Grafschaft Nassau-Hadamar erhielt, mit dem Schiedsspruch zu Bacharach, am 28. Juli 1408 das Haus Nassau-Dillenburg ein Drittel des Amtes Ellar, der Rest verblieb bei der Grafschaft Katzenelnbogen.
Mit dem Tod von Philipp von Katzenelnbogen 1479 starben die Grafen von Katzenelnbogen im Mannesstamm aus. Es kam zu einem lang anhaltenden Streit zwischen den Grafen von Nassau-Dillenburg und der Landgrafschaft Hessen. Als nächster Verwandter Philipps ergriff Heinrich III. von Hessen-Marburg Besitz des Katzenelnbogener Erbes. Die hessischen Landgrafen verkauften 1534 die Hälfte ihres Anteiles an Kurtrier. Der „Frankfurter Vertrag“ führte 1555 zu einem Vergleich im Katzenelnbogener Erbfolgestreit. Das Amt Ellar gehörte seitdem vollständig zu Nassau-Dillenburg.
Bei der Erbteilung des Hauses Nassau-Dillenburg im Jahr 1607 wurde das Amt Ellar der neu gegründete Grafschaft Nassau-Hadamar unter Graf Johann Ludwig zugewiesen. Die oranisch-nassauischen Herrscher blieben trotz Restitutionsedikt im Besitz ihrer Länder, nachdem Johann Ludwig 1630 in Wien zum Katholizismus konvertierte. Im Jahr 1650 wurde die Grafschaft zum Fürstentum erhoben. Nach dem Aussterben des Hauses Nassau-Hadamar 1711 wurde das Fürstentum mehrfach zwischen den übrigen Ottonischen Linien des Hauses Nassau geteilt. Hausen fiel 1717 an das Haus Nassau-Dillenburg, ab 1739 an Haus Nassau-Diez, 1742/1743 an das Haus Nassau-Siegen (Katholisch), 1743 wieder Nassau-Diez (Oranien-Nassau) als letzte ottonische Linie.
Die ersten Anordnungen der Verhütung eines Brandes im Zusammenhang mit häuslichen Feuerstätten in Textform im Kurfürstentum Trier vom 9. Mai 1721 führten auch in Hausen zu erheblichen Verbesserungen der Bauweise der Gebäude.
Im Jahr 1806 wurde Hausen an das Großherzogtum Berg eingegliedert. Der Ort gehörte zur Mairie Lahr im Canton Hadamar. Dieser gehört zum Arrondissement Dillenburg und damit zum Département Sieg. Nach der Niederlage Napoléon Bonaparte in der Völkerschlacht bei Leipzig wird die Oranisch-Nassauische Landeshoheit wiederhergestellt. Das Haus Oranien-Nassau tauschte seinen Besitz auf dem Westerwald jedoch schon auf dem Wiener Kongress mit dem Königreich Preußen gegen Luxemburg. Das Königreich Preußen übergab noch am selben Tag das Gebiet an das Herzogtum Nassau.
Bei der Neugliederung der Ämter im Herzogtum Nassau 1816 wurde Hausen dem Amt Hadamar zugeschlagen. Nach der Annexion des Herzogtums Nassau gehören es ab 1. Oktober 1866 wieder zum Königreich Preußen. Dort gehörte es der Provinz Hessen-Nassau und dem Regierungsbezirk Wiesbaden an. Im Jahr 1866 wurde durch die preußische Kreis- und Provinzialordnung die nassauische Ämterteilung aufgehoben. Hausen gehörte zum Oberlahnkreis und ab 1886 zum neu gegründeten Kreis Limburg.
Im Jahr 1945 wurde der Ort der US-amerikanischen Besatzungszone zugeteilt und wurde somit Teil Hessens. Der Ort gehörte zum Regierungsbezirk Wiesbaden. Mit dessen Auflösung 1968 wurde er Teil des Regierungsbezirks Darmstadt und 1981 Teil des Gießens. 1974 wurde der Ort Teil des neu geschaffenen Landkreises Limburg-Weilburg.
Hessische Gebietsreform (1970–1977)
Zum 1. April 1972 fusionierten im Zuge der Gebietsreform in Hessen die bis dahin selbständigen Gemeinden Lahr, Fussingen und Hausen freiwillig zur neuen Gemeinde Waldbrunn. Der Name war ein Kompromiss der beteiligten Orte. Am 1. Juli 1974 wurde die alte Gemeinde Waldbrunn mit der Gemeinde Ellar kraft Landesgesetz zur neuen Gemeinde Waldbrunn zusammengeschlossen.
Für alle ehemals eigenständigen Gemeinden von Waldbrunn wurden Ortsbezirke mit Ortsbeirat und Ortsvorsteher nach der Hessischen Gemeindeordnung gebildet.
Bereits mit Schreiben vom 28. Februar 1973 sprach sich der hessische Innenminister gegen den Namen Waldbrunn als farblos und ortsfremd aus. Zur Unterscheidung von Waldbrunn (Unterfranken) schlug er den Namen Waldbrunn (Hessen) vor. Die Gemeinde trat für den Namen Waldbrunn (Westerwald) ein. Diesen Namen erhielt sie schließlich am 1. Januar 1977.
Verwaltungsgeschichte im Überblick
Die folgende Liste zeigt die Staaten bzw. Herrschaftsgebiete und deren untergeordnete Verwaltungseinheiten, in denen Hausen lag:
- Im Früh- und Hochmittelalter: Herrschaft Ellar. Die Herrschaft Ellar bestand im Früh- und Hochmittelalter aus den Zenten Lahr, Elsoff (Westerwaldkreis, Rheinland-Pfalz), Niederzeuzheim und Frickhofen (Bleseberg), weshalb die Herrschaft auch als die „Vier Zehnten“ bezeichnet wurde.
- bis 1367: Heiliges Römisches Reich, Grafschaft Diez (1337–1405 als Pfand zur Grafschaft Hadamar)
- 1367–1405: Heiliges Römisches Reich, Grafschaft Katzenelnbogen, „Vier Zehnten“
- 1405–1479: Heiliges Römisches Reich, „Vier Zehnten“ (1/3 im Besitz von Nassau-Dillenburg und 2/3 im Besitz der Grafschaft Katzenelnbogen)
- 1479–1534: Heiliges Römisches Reich, „Vier Zehnten“ (2/3 der Landgrafschaft Hessen und 1/3 den Grafen von Nassau-Dillenburg)
- 1534–1557: Heiliges Römisches Reich, „Vier Zehnten“ (Landgrafschaft Hessen, die Grafen von Nassau-Dillenburg und Kurtrier je 1/3)
- 1557–1606: Heiliges Römisches Reich, Grafschaft Sayn, „Vier Zenten“
- 1606–1650: Heiliges Römisches Reich, Grafschaft Nassau-Hadamar, „Vier Zehnten“
- 1650–1711: Heiliges Römisches Reich, Fürstentum Nassau-Hadamar, Amt Mengerskirchen
- 1717–1743: Heiliges Römisches Reich, Fürstentum Nassau-Dillenburg, Amt Mengerskirchen
- 1743–1806: Heiliges Römisches Reich, Grafen von Nassau-Diez als Teil des Fürstentums Nassau-Oranien, Amt Mengerskirchen
- 1806–1813: Großherzogtum Berg, Département Sieg, Arrondissement Dillenburg, Kanton Hadamar
- 1813–1815: Fürstentum Nassau-Oranien, Amt Mengerskirchen
- ab 1816: Herzogtum Nassau, Amt Hadamar
- ab 1849: Herzogtum Nassau, Kreisamt Hadamar[Anm. 1]
- ab 1854: DeHerzogtum Nassau, Amt Hadamar
- ab 1867: Norddeutscher Bund[Anm. 2], Königreich Preußen, Provinz Hessen-Nassau, Regierungsbezirk Wiesbaden, Oberlahnkreis[Anm. 3]
- ab 1871: Deutsches Reich, Königreich Preußen, Provinz Hessen-Nassau, Regierungsbezirk Wiesbaden, Oberlahnkreis
- ab 1886: Deutsches Reich, Königreich Preußen, Provinz Hessen-Nassau, Regierungsbezirk Wiesbaden, Kreis Limburg
- ab 1918: Deutsches Reich, Freistaat Preußen, Provinz Hessen-Nassau, Regierungsbezirk Wiesbaden, Kreis Limburg
- ab 1944: Deutsches Reich, Freistaat Preußen, Provinz Nassau, Landkreis Limburg
- ab 1945: Amerikanische Besatzungszone, Groß-Hessen, Regierungsbezirk Wiesbaden, Landkreis Limburg
- ab 1946: Amerikanische Besatzungszone, Land Hessen, Regierungsbezirk Wiesbaden, Landkreis Limburg
- ab 1949: Bundesrepublik Deutschland, Land Hessen, Regierungsbezirk Wiesbaden, Landkreis Limburg
- ab 1968: Bundesrepublik Deutschland, Land Hessen, Regierungsbezirk Darmstadt, Landkreis Limburg
- ab 1974: Bundesrepublik Deutschland, Land Hessen, Regierungsbezirk Darmstadt, Landkreis Limburg-Weilburg, Gemeinde Waldbrunn[Anm. 4]
- ab 1981: Bundesrepublik Deutschland, Land Hessen, Regierungsbezirk Gießen, Landkreis Limburg-Weilburg, Gemeinde Waldbrunn

### Kirchengeschichte

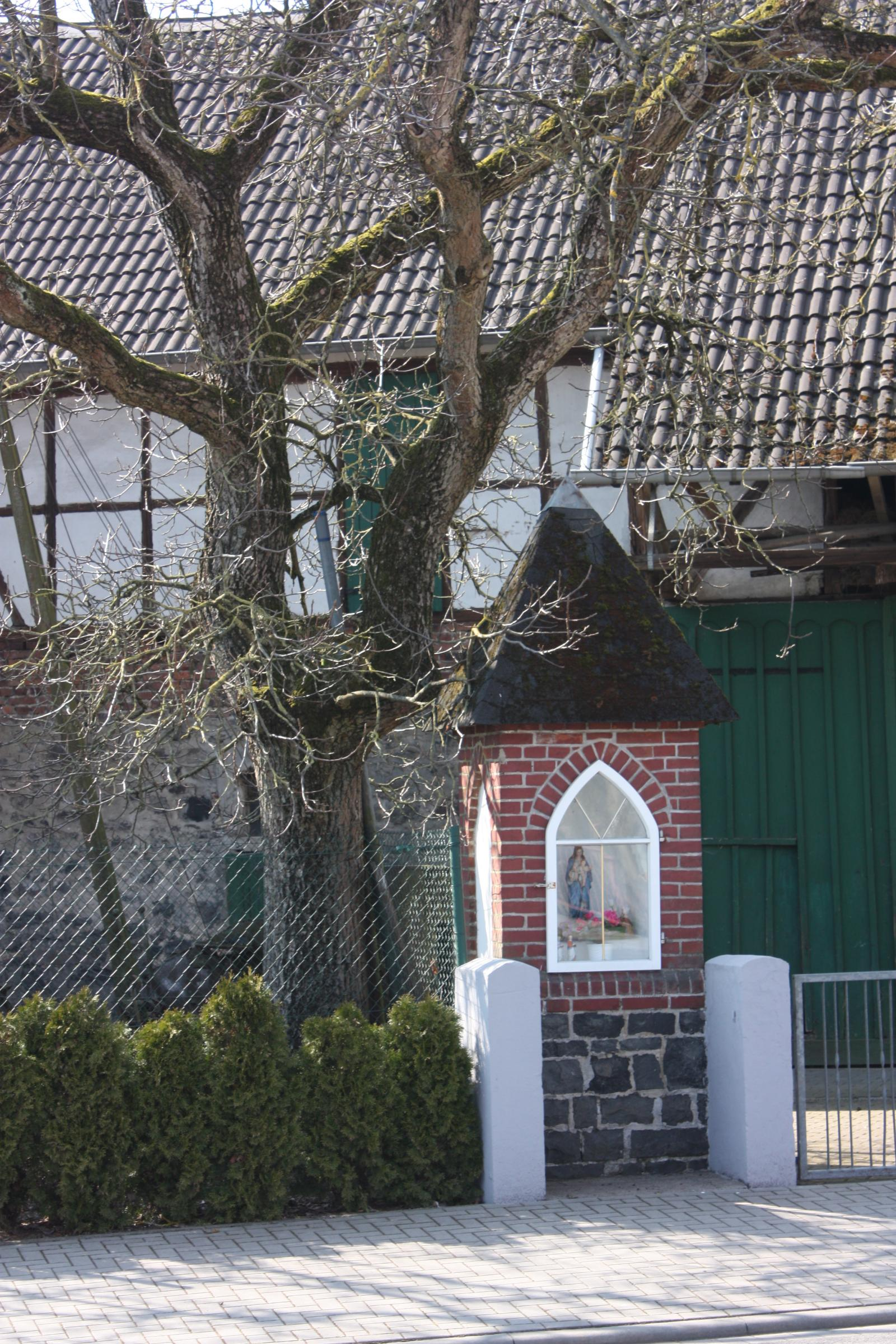
Bildstock in der Ortsmitte

Der Ort gehörte zur Zent und Pfarrei Lahr. Der Ort verfügte über eine Kapelle, wahrscheinlich gotische Kapelle, die dem heiligen Laurentius von Rom geweiht war.
Ab dem Jahr 1536 setzte die Reformation in der Grafschaft Nassau-Dillenburg ein. Die Grafen von Dillenburg schrieben den lutherischen Glauben vor. Um 1557 trat der Landesherr Johann VI. von Nassau-Dillenburg zum Calvinismus über, was zu einem erneuten Wechsel der Religion führte.
Am 1. April 1576 wurde Eberhard Artopaeus Pfarrer in Lahr. Anfangs Lutheraner, wurde er später ein überzeugter Calvinist und die zentrale Person der Reformation im Kirchspiel Lahr. Als Schulinspektor wirkte er über die Grenzen seiner Pfarrei hinaus. Artopaeus gründete 1582 die Kirchspielschule in Lahr. In dem Gebäude bei der Kirche wurde für alle Kinder aus dem Kirchspiel Unterricht im Winterhalbjahr durchgeführt. Für die Kinder aus Hausen bedeutete dieses einen Schulweg von ca. 45 Minuten.
Mit der Einführung des Calvinismus wurde das Feiern der Kirmes verboten. Die Bevölkerung ignorierte das Verbot und hielt an den hergebrachten Bräuchen fest. Der Pfarrer Eberhard Artopaeus notierte mehrfach in die Chronik, dass die Einwohner trotz kirchlichen und landesherrlichen Verbots gefeiert und getanzt haben.
Mit der Rückkehr zum Katholizismus durch Johann Ludwig von Nassau-Hadamar 1630 ließ Eberhard Artopaeus sich im achtundachtzigsten Lebensjahr, nach 54 Jahren Dienstzeit, pensionieren. Mit der Durchführung der Rekatholisierung wurden die Jesuiten beauftragt.
Nach dem Aussterben der Fürsten von Nassau-Hadamar wurden die Einwohner von Hausen Untertanen der calvinistischen Fürsten aus anderen nassauischen Familienzweigen. Besonders Fürst Wilhelm IV von Nassau-Diez wollte den Calvinismus ab 1743 verstärkt fördern. Die Einwohner verweigern sich dem erneuten Religionswechsel. Sie umgangen das Taufverbot, indem die Kinder im nahen Ausland getauft wurden.
Im Jahr 1747 wurde in Hausen ein eigener Schulbetrieb eingerichtet. Wie die Schule in Lahr war es eine reine Winterschule, die ebenfalls der Aufsicht des Pfarrers in Lahr unterstand. In den ersten Jahren war die Schule provisorisch in der Lehrerwohnung untergebracht. Bis 1778 hatte die Gemeinde ausreichend Geld gesammelt um am Gemeindebackhaus einen Schulraum anzubauen. Mit der Schulreform im Großherzogtum Berg 1810 wurde die Schule in die Trägerschaft der Zivilgemeinde übergeben und ein ganzjähriger Schulbetrieb eingerichtet.
Ab dem Jahr 1833 begann die Schrittweise Lösung der Hauser Gemeinde von der Pfarrei Lahr. Zu Beginn wurde eine gemeinsame Expositur mit Ellar errichtet. Sitz des Kaplans wurde Ellar. Im Jahr 1838 folgte die Ausweisung eines eigenen Friedhofs für Hausen. 1839 wurde die Expositur zu einer eigenständigen Pfarrei erhoben. Bis zur Fertigstellung der Ellarer St. Maximinus Kirche 1844 wurden die Gottesdienste in der Hauser Kapelle gefeiert. Nach der Fertigstellung wurden die Gottesdienste nach Ellar verlegt. Wegen dieser Verlegung forderten im späten 19. Jahrhundert die Einwohner von Hausen zunehmend die Trennung von Ellar.

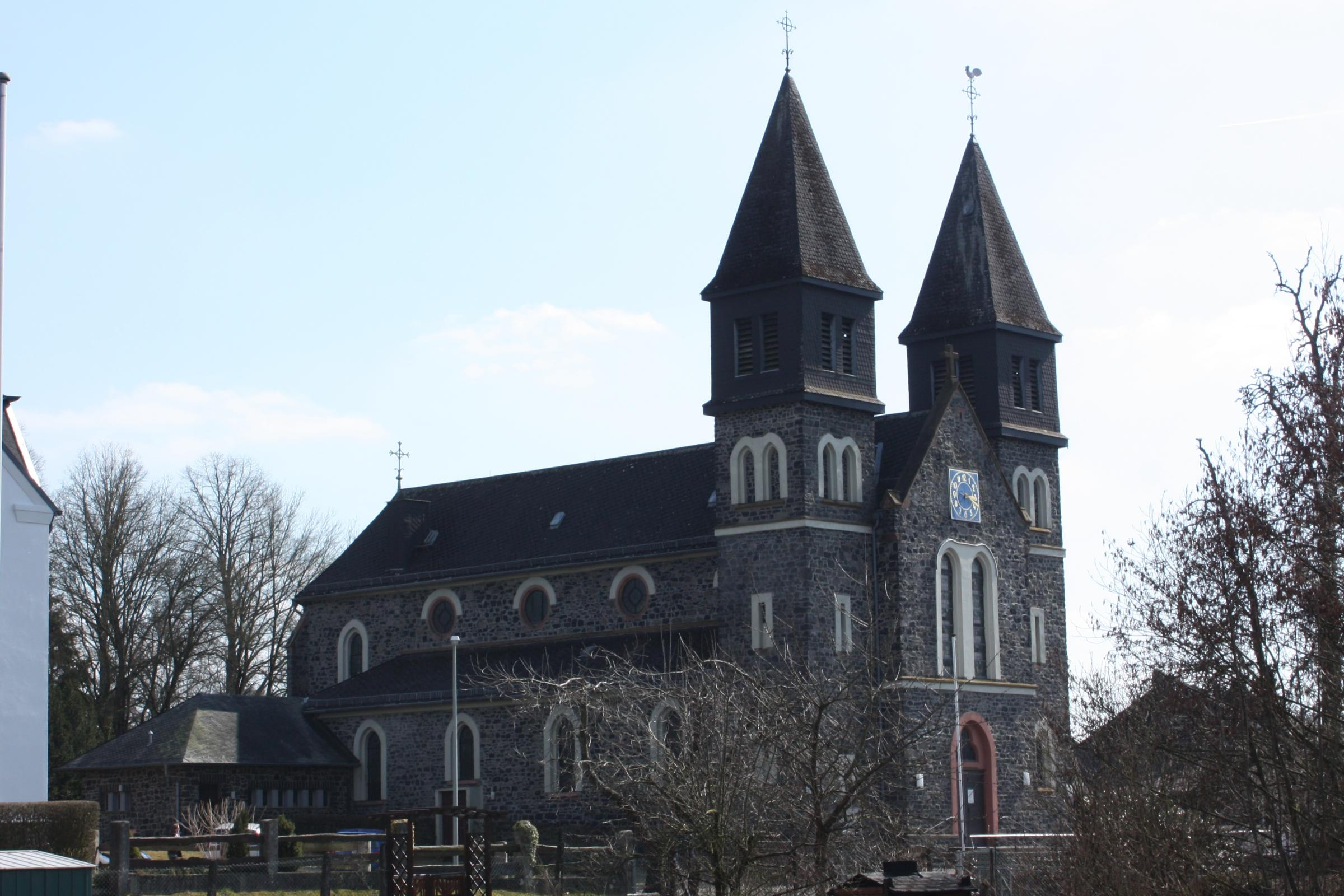
Die Sankt Laurentiuskirche

Im Jahr 1874 wurde in Hausen mit dem Bau der Laurentiuskirche begonnen. Am 24. April 1973 schenkte der deutsche Kaiser Wilhelm I. der Gemeinde zehn Zentner Geschützbronze zum Guss von Kirchenglocken. Die Bronze stammte von Kanonen die im Deutsch-Französischen Krieg erbeutet wurden. Die Konsekration der Kirche wurde am 5. September 1900 durch Bischof Dominikus Willi vorgenommen. Im Jahr 1911 gründeten die Dernbacher Schwestern in Ellar eine Niederlassung. Bereits im Jahr der Gründung richtete der Orden am 15. Mai 1911 in Hausen einen Kindergarten ein der von 60 Kindern besucht wurde. Während des Ersten Weltkrieges wurden die Kirchenglocken abgeholt um sie zu Geschützen umzuschmelzen.

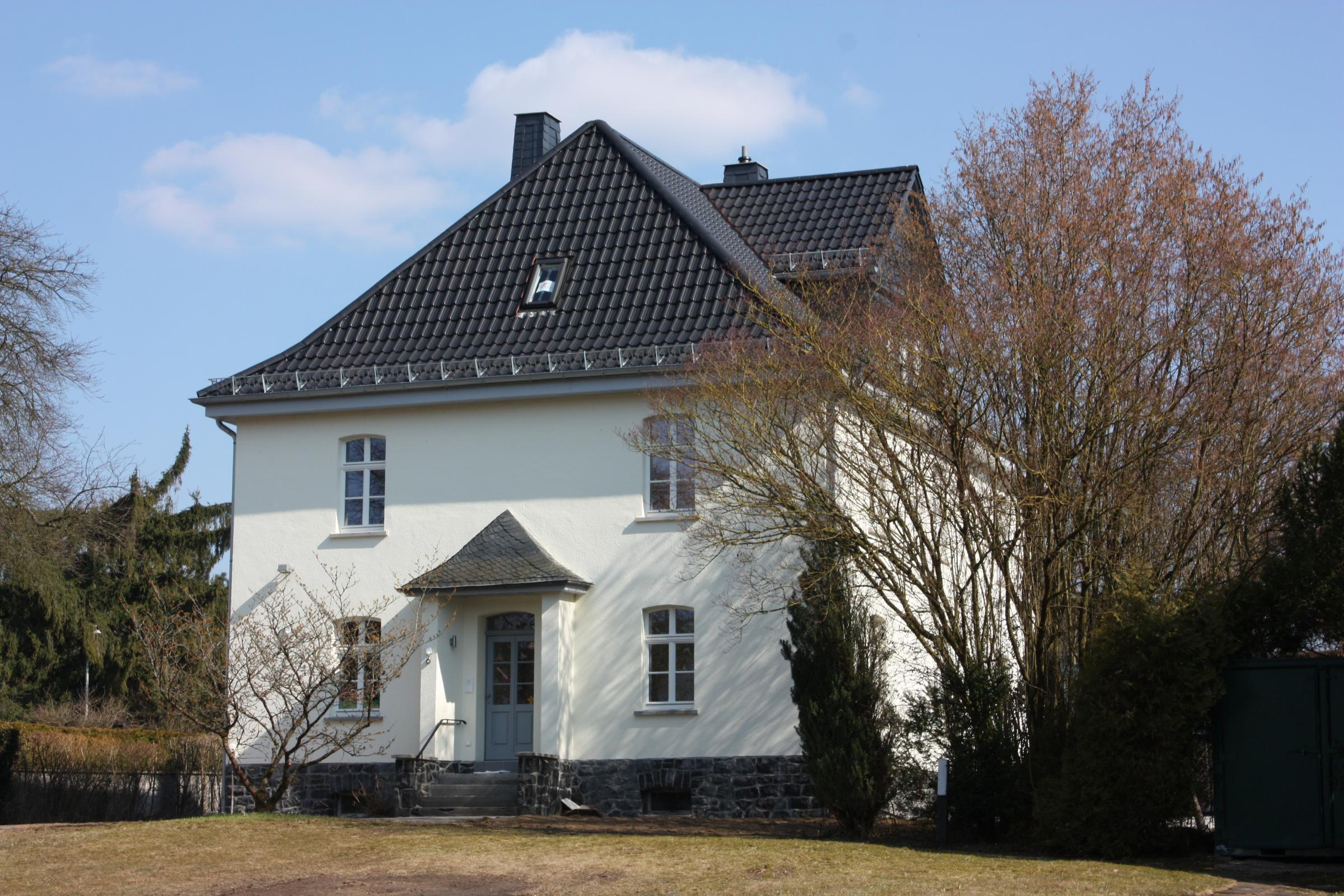
Das ehemalige Pfarrhaus der Pfarrei Hausen-Fussingen

Im Jahr 1919 wurde die Pfarrei Ellar-Hausen aufgelöst und eine Expositur Hausen-Fussingen eingerichtet. Diese wurde am 1. April 1921 zur eigenständigen Pfarrei mit Pfarrsitz Hausen erhoben. Noch im Jahr 1921 wurde in Hausen mit dem Bau des Pfarrhauses neben der Laurentiuskirche begonnen.
Am 1. November 1935 wurde Pfarrer Emil Hurm von Bad Camberg zur Pfarrei Hausen-Fussingen versetzt. Bereits in Bad Camberg hatte er wegen seiner Stellungnahme zum Nationalsozialismus Lehrverbot erhalten. In Hausen und Fussingen bemühte sich Hurm vor allem um die katholische Jugendarbeit. Am 2. Dezember 1939 wurde Hurm wegen seiner „fortwährend versteckten Angriffe auf Partei und Bewegung“ von der Geheimen Staatspolizei verhaftet und zuerst im KZ Sachsenhausen, ab 1940 im KZ Dachau inhaftiert. Nach dem Zweiten Weltkrieg konnte Hurm in seine Pfarrei Hausen/Fussingen zurückkehren.
In den Jahren 1968/1969 wurde ein neuer Friedhof angelegt, der bis heute im Betrieb ist.
Am 1. September 2005 wurden die katholischen Pfarreien Lahr (mit Hintermeilingen), Hausen-Fussingen und Ellar zum Pastoralen Raum Waldbrunn zusammengelegt. Ab 1. Januar 2020 gingen diese Pfarreien in der neuen Großpfarrei St. Blasius im Westerwald auf.

### Wirtschaftsgeschichte
Hausen lag im Mittelalter zwischen zwei Hohen Straßen. Östlich des Ortes führte im Mittelalter die Hohe Straße von Mainz über Limburg nach Siegen vorbei. Die Straße folgte der Wasserscheide zwischen dem Kerkerbach und dem Lasterbach. Vermutlich wurde diese Straße während der karolingischen Zeit als Königsstraße angelegt. Westlich des Ortes verlief die Alte Landstraße durch den Forstwald, eine der Verbindungen zwischen Frankfurt und Köln. Mit dem Bau der neuen Mainzer Landstraße (heute Bundesstraße 54) ab 1780 verloren diese alten Straßen ihre Bedeutung.
Die Bevölkerung lebte überwiegend von dem geringen Ertrag der Landwirtschaft auf den eher kargen Böden. Eine wichtige Rolle nahm über lange Zeit die Schafzucht ein. Die Landwirtschaft war seit dem Mittelalter in der Dreifelderwirtschaft organisiert. Die drei Feldfluren waren das „Niederfeld“ oder „Mühlfeld“ Richtung Ellar, das „Forstfeld“ und das „Beilsteiner Feld“ Richtung Fussingen. Die Lage am Lasterbach ermöglichte das Bauen von zahlreichen Mühlen. Die Fruchtmühle Damm-Mühle (auch Damenmühle) wurde 1491 erstmals urkundlich erwähnt. Sie diente als Bannmühle für die Orte Hausen, Fussingen und Lahr. Für das Jahr 1612 sind erstmals eine Ölmühle und zwei Schleifmühlen erwähnt. Um den Verdienst aufzubessern waren im frühen 17. Jahrhundert mehr als die Hälfte der Einwohner als Wollweber und Bauern tätig.
Im Dreißigjährigen Krieg (1618–1648) kam das wirtschaftliche Leben zum Erliegen. Durchziehende Soldaten fügten der Bevölkerung mit ihren Plünderungen erheblichen Schaden zu. Die schlechte Versorgung führte zur Ausbreitung von Seuchen. 1679 hatte Hausen noch nicht die Anzahl der Einwohner erreicht die vor Beginn des Krieges in dem Ort lebten.
Erst im späten 17. Jahrhundert erlebte die Wirtschaft einen Aufschwung. Es wurden weitere Fruchtmühlen erbaut: die Birkenmühle (1691) und die Feigenmühle/Neumühle (1699). Etwas später setzte der Beginn des Hausiererwesens ein. Die Handelsrouten reichten vom Rheinland bis nach Sachsen und in die Schweiz. Gehandelt wurde vor allem mit Töpferwaren, Wäsche und Kleidung. Die Obrigkeit versuchte ab 1730 dieses Gewerbe mit der „Krämerzunftordnung für die Kirchspiele Frickhofen und Lahr“ in geordnete Bahnen zu lenken.
Ein Problem für die Landwirtschaft stellte die Realerbteilung da. Mit jeder Generation wurden die landwirtschaftlichen Flächen unter allen Kindern verteilt. Am 22. Juli 1780 berichtete der Nassauische Amtmann Muzelius aus Ellar an die Regierung in Dillenburg: „Die Felder und Wiesen sind so zersplittert und so klein geworden, daß mancher seine Grundstückelchen nicht mehr finden kann; ...“ Daraufhin wurde in den Jahren 1781/87 eine Umfangreiche Flurbereinigung durchgeführt. In Anschluss an diese Flurbereinigung ging die Landwirtschaft zur verbesserten Dreifelderwirtschaft über. Im Brachfeld wurden zunehmend Hackfrüchte wie Rüben und Kartoffeln angebaut.
Bei einer Volkszählung im Großherzogtum Berg 1809 wurden in Hausen 82 Familien gezählt. Von diesen waren 43 Nachbarn die als Vollbauern vom Ertrag ihres Hofes lebten, 21 Hawener, Halbbauern die neben der Landwirtschaft noch einem Handwerk nachgingen, und 16 Familien die vom Handwerk lebten. Die übrigen Familien ernährten sich als Händler, Tagelöhner und Wanderarbeiter.
In der herzoglich nassauischen Epoche kam es zu einem deutlichen Bevölkerungswachstum. Viele Bewohner waren als Hausierer unterwegs. Die Landwirtschaft konnte die Familien nicht ernähren. Durch die Zentablösung Weihnachten 1848 trat jedoch eine merkliche Besserung ein. Im Jahr 1854 wanderten die Familien Legner und Schäfer nach Amerika aus, 1857 folgte die Familie Simon. Mit dem Übergang an das Königreich Preußen änderten sich wirtschaftlichen Verhältnisse nicht wesentlich. Noch 1888 verdienten 120 Bewohner als Hausierer ihren Lebensunterhalt.
Ein bescheidener Wirtschaftsaufschwung setzte ab 1900 mit der Eröffnung eines ersten Basaltsteinbruch ein. Dieser bestand bis 1925/26 Nach einer Unterbrechung durch den Ersten Weltkrieg wurde 1924 ein zweiter Steinbruch erschlossen der allerdings nur bis 1928 bestand. In den 1920er Jahren nutzten immer mehr Bewohner die bessere Verkehrsanbindung und pendelten als Bauarbeiter in das Rheinland und das Ruhrgebiet. Zeitweilig bestanden Busverbindungen nach Köln und Düsseldorf. Ebenfalls setzte der Tourismus als Erwerbsquelle ein, kam jedoch mit Beginn des Zweiten Weltkrieges wieder zum Erliegen.
In den Jahren 1957–63 kam es zu einer Flurbereinigung und umfangreichen Drainagearbeiten in den Feldern. Die praktizierte Dreifelderwirtschaft wurde von der Fruchtwechselwirtschaft abgelöst.
Der allgemeine Wirtschaftsaufschwung war mit einer erneuten Belebung des Tourismus verbunden. Ein Verkehrs- und Verschönerungsverein nahm 1958 seine Tätigkeit auf. Am 30. Oktober 1968 wurde Hausen, als erstem Ort in der späteren Gemeinde Waldbrunn, der Prädikat eines staatlich anerkannten Erholungsorts verleihen. Im Jahr 1980 folgte der Beitritt zur Initiative Ferienland Westerwald-Lahn-Taunus. Am 24. Oktober 1984 wurde allen Ortsteilen der Gemeinde Waldbrunn das Prädikat staatlich anerkannter Luftkurort verliehen. Die fortschreitende technische Entwicklung führte zu einer Schrittweisen Abkehr von der Landwirtschaft. Die Pendlerbewegung verschob sich zunehmend in das Rhein-Main-Gebiet.

### Ortsgeschichte
Aus der Zeit vor dem 17. Jahrhundert ist wenig über die Ereignisse im Dorf überliefert.
Das 1278 erwähnte Hubengericht von der Herrschaft Merenberg ging mit dem Aussterben der Dynastie an das Haus Nassau-Weilburg über die es erst 1773 an das Haus Oranien-Nassau verkauften.
Der Vergleich zwischen Nassau-Dillenburg und der Grafschaft Katzenelnbogen am 2. Oktober 1408 bestimmte die Grenzen des Burgfriedens der Burg Ellar. Dieser Bereich reichte bis an die Flur „Hauser Struth“ ein Gebiet an der Gemarkungsgrenze von Hausen, Ellar und Fussingen.
Im Dreißigjährigen Krieg (1618–1648) wurde das Dorf fast zerstört. Andere Orte in der Nachbarschaft verschwanden von der Karte. 1619 plünderten bayrische und habsburgische Soldaten den Ort. 1622/23 nahmen die Truppen kaiserliche General Johann t’Serclaes von Tilly im Westerwald Winterquartier. Im Amt Ellar wurden holsteinische Truppen untergebracht. 1624 wurde der Ort erneut von kaiserlichen Truppen geplündert. Unter der hungernden Bevölkerung wütete 1627 die Pest. 1628/29 plündern Soldaten des Herzogtums Sachsen-Lauenburg, deren Hauptquartier sich in Runkel befand, die Orte des Amt Ellar aus. 1632/33 kam es zu starken Verheerungen durch schwedische Truppen. Die Soldaten raubten sämtliche Pferde sowie das gesamte Großvieh. In der Folge brach 1636 die Pest unter der Not leidenden Bevölkerung erneut aus. Während der Jahre 1633–1636 wurde in der „Hauser Struth“ ein Siechenhaus für die Pestopfer der Zent Lahr errichtet. 1640 nahmen die schwedischen Truppen im Amt Ellar Quartier. Auf einen Einwohner kamen zwei Soldaten. 1646 wurde der Ort erneut von kaiserlichen Truppen geplündert.
Im Jahr 1736 beteiligen sich die Hauser Bauern am „Klöppelstreit“ einen Aufstand gegen den neuen Landesherrn in Dillenburg. Ursache war die Kriegssteuer die Fürst Christian von Nassau-Dillenburg den Dörfern auferlegt hatte. Die Bauern jagten die Pfändungsbeamten aus den Dörfern. Ungefähr 1600 Bauern versammelten sich zu einem Heerlager am Seeweiher bei Mengerskirchen. Die Bauern holten den Franziskaner Cornelius aus Hadamar als Feldprediger. Vieh und bewegliches Vermögen hatten die Bauern über die nahen Grenzen in andere Herrschaften gebracht. Es kam zu vereinzelten Zusammenstößen zwischen den Bauern und Soldaten aus Dillenburg sowie Soldaten aus Weilburg die zur Verstärkung herangeeilt waren. Gleichzeitig riefen die Bauern das Reichskammergericht an. Das Gericht bestätigte am 13. Juni 1736 jedoch Fürst Christian von Nassau-Dillenburg in seinem Recht und verurteilte die Bauern zu einer Geldstrafe. Fürst Christian von Nassau-Dillenburg musste aber die Fürsten von Nassau-Weilburg um Hilfe bitten, um das Urteil zu vollstrecken.
Während der Koalitionskriege kam es ab 1794 wieder zu Truppendurchmärschen und Einquartierungen. Im Jahr 1795 plünderten französische Truppen die Orte im Amt Ellar. Aus Hausen waren zwei Personen im französischen Militärdienst. Während der Zugehörigkeit zum Großherzogtum Berg traten zahlreiche neue Rechtsordnungen ein. Auf das Ortsbild wirkte sich das Verbot von Strohdächern 1810 am stärksten aus. Diese Verordnung sollte im Brandfall das Überspringen des Feuers auf weitere Gebäude verhindern.
Über die Ereignisse während der Zugehörigkeit zum Herzogtum Nassau gibt die seit 1819 geführte Schulchronik einen Überblick. Im Jahr 1824 wurde der Ort von einem Hochwasser der Lasterbach heimgesucht, das erheblichen Schaden anrichtete. 1826 wurde ein neues Back- und Schulhaus erbaut, nachdem das bisherige sehr baufällig geworden war. 1844 wurde der Kirchenchor St. Cäcilia das erste Mal erwähnt. Am 14. Juni 1848 brannten, infolge eines Blitzeinschlages, mehrere Gebäude ab.
Im Oktober 1848 erreichte die Deutsche Revolution den Westerwald. Nach anfänglichen Tumulten und Steuerverweigerungen brach offener Widerstand aus, als das Militär versuchte die Steuern zu pfänden. Bei flächendeckenden Ausschreitungen am 5. Februar 1849 im Amt Hadamar beteiligten sich wahrscheinlich auch Bürger aus Hausen.

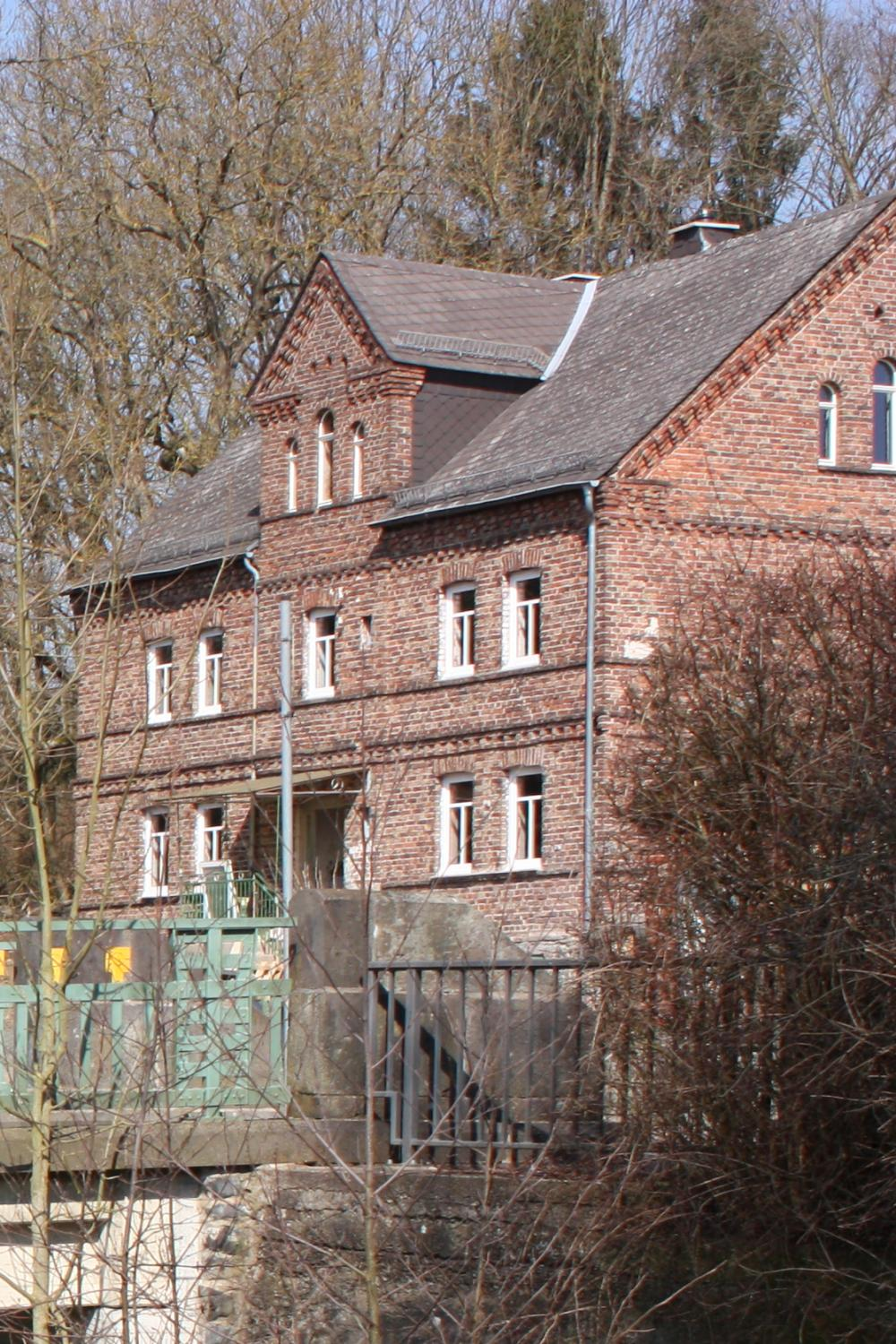
Das stattliche Gebäude der Müllersmühle gehört zu den markantesten erhaltenen Gebäuden des 19. Jahrhunderts im Ort

Mit dem Bau einer 1900 Gulden teuren Wasserleitung vom Goldbrunnen in das Dorf wurde 1859 die Wasserversorgung entscheidend verbessert. 1861 wendete die Gemeinde 1100 Gulden auf um ein neues Spritzenhaus zu bauen und eine Feuerspritze anzuschaffen. Im Jahr 1866 erwarb die Gemeinde Hausen ein Gebäude, in dem eine neue Lehrerwohnung bis 1874 eingerichtet wurde. Das Gebäude wurde 1963 bei Straßenbauarbeiten abgerissen.
Im Jahr 1902 wurde die steinerne Lasterbachbrücke erbaut. 1904 eröffnete eine Poststation in Hausen. Im gleichen Jahr stellte die Gemeinde im Ortszentrum drei Straßenlaternen auf. Mit der Eröffnung des Fussinger Bahnhof der Kerkerbachbahn 1908 bestand für die Einwohner Zugang zum Eisenbahnnetz. Am 3. Februar 1909 richtete ein Hochwasser der Lasterbach erhebliche Schäden an. 1911 wurde eine flächendeckende Wasserversorgung für die meisten Häuser errichtet. Im selben Jahr fand die Eröffnung des Kindergartens statt.
Während des Ersten Weltkrieges wurden in Hausen elf französische Kriegsgefangene als Erntehelfer eingesetzt. In den Kriegshandlungen des Ersten Weltkriegs fielen 27 Einwohner bei Kampfhandlungen. Nach dem Ersten Weltkrieg lag Hausen gemäß dem Friedensvertrag von Versailles direkt an der Grenze des entmilitarisierten Streifens des Rheinlands. Truppen der deutschen Reichswehr waren hier von 1919 bis 1924 stationiert. In Hundsangen befand sich amerikanische Truppen, in Diez und Limburg befanden sich französische Truppen.
Im Jahr 1923 wurde in Hausen das Stromnetz errichtet. Im gleichen Jahr wurde mit Bauarbeiten zur Erhöhung der Kirchtürme der Hauser Kirche begonnen. Die Arbeiten fanden während der Hochphase der Hyperinflation statt. Für die Arbeiten der Maurer gab die Gemeinde 30 Millionen Mark aus. Sie konnte das Holz des Gerüsts nach Abschluss der Baumaßnahme für 250 Millionen Mark verkaufen. Für die zwei neuen Glocken wurden 400 Millionen Mark aufgewendet und für die Rücksendung Transportkisten berechnete die Reichsbahn schließlich 2,5 Billionen Mark.
Nach der Machtübernahme durch den Nationalsozialismus 1933 setzte der Landrat des Landkreises Limburg Gerhard von Breitenbach den Hauser Bürgermeister Pistor ab, obwohl er damit bewusst gegen geltendes preußisches Recht verstieß. Die letzten freien Reichstagswahlen in Hausen brachten folgendes Ergebnis:
| Parteien und Wählergemeinschaften | Parteien und Wählergemeinschaften              | % 6. November 1932 | Stimmen 6. November 1932 | % 5. März 1933 | Sitze 5. März 1933 |
| Zentrum                           | Deutsche Zentrumspartei                        | 79,9               | 346                      | 83,9           | 386                |
| SPD                               | Sozialdemokratische Partei Deutschlands        | 2,8                | 12                       | 3,5            | 16                 |
| NSDAP                             | Nationalsozialistische Deutsche Arbeiterpartei | 4,6                | 20                       | 4,2            | 19                 |
| KPD                               | Kommunistische Partei Deutschlands             | 12,7               | 55                       | 8,0            | 37                 |
| Sonst.                            | Sonstige Parteien                              | 0,0                | -                        | 0,4            | 2                  |
| Gesamt                            | Gesamt                                         | 100,0              | 274                      | 100,0          | 275                |

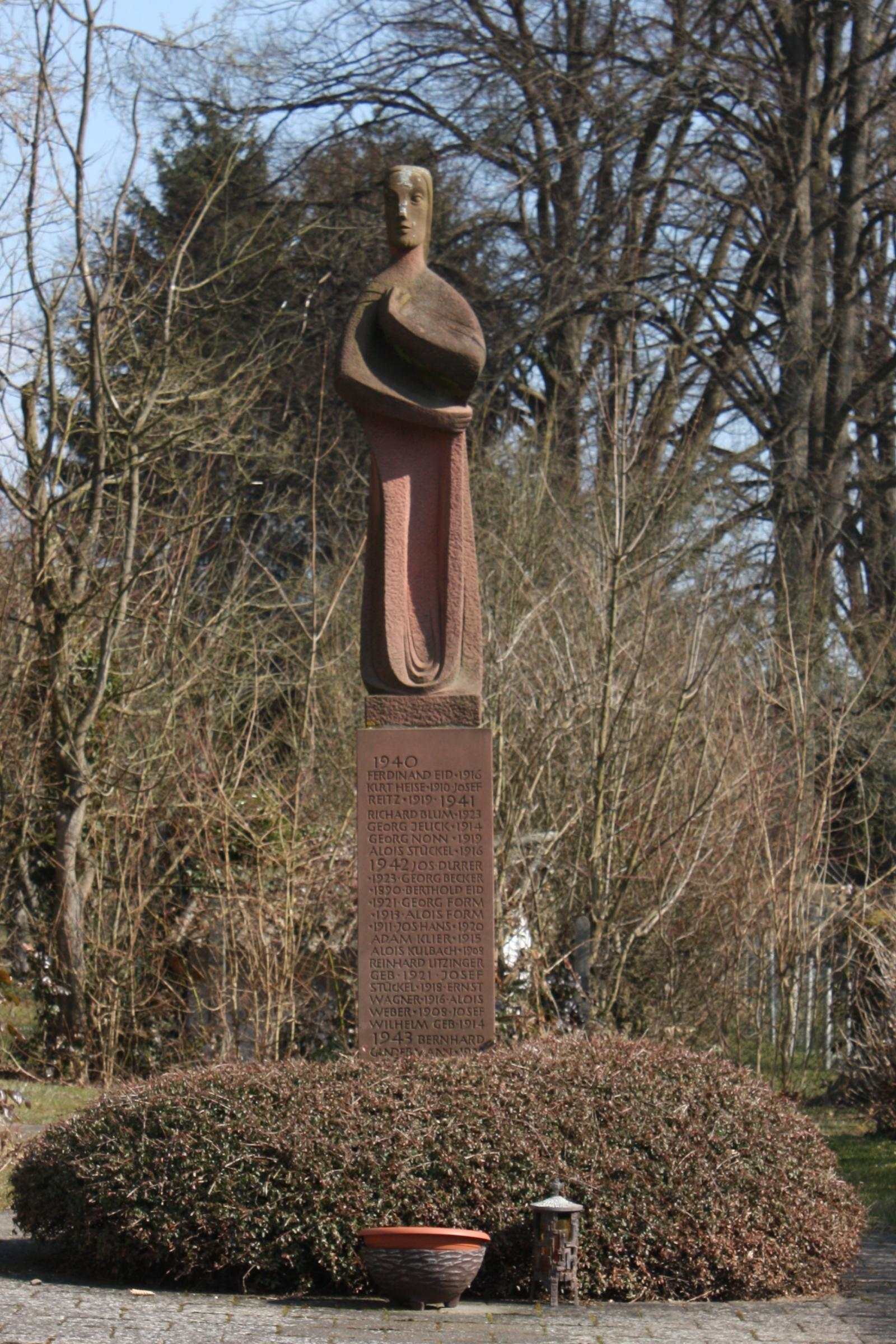
Ehrenmal für die gefallenen der Weltkriege neben der Kirche

Während der Zeit der nationalsozialistischen Herrschaft waren die Vereine im Dorf entweder gleichgeschaltet oder stellten ihre Arbeit ein. Im September 1936 lag Hausen in einem ausgedehnten Manövergebiet. Während des Zweiten Weltkriegs warfen britische Bomber am 29. August 1941 7 Sprengbomben über Ellar ab, die zum Teil auch in der Hauser Gemarkung niedergingen. Im Zweiten Weltkrieg fielen insgesamt 49 Einwohner, 13 Einwohner wurden als vermisst gemeldet.
Nach dem Zweiten Weltkrieg wurden zahlreiche Bauarbeiten von der Gemeinde Hausen durchgeführt. Schon 1946 wurde mit der Regulierung der Lasterbach begonnen. Die Arbeiten zogen sich bis 1958 hin. 1954 wurde ein neues Schulgebäude errichtet. In den Jahren 1959 bis 1961 folgte der Bau der Kanalisation. Bis zu diesem Zeitpunkt wurde das Abwasser offen über die Straßen abgeführt. Bis 1963 hatten die meisten Straßen im Ort eine Asphaltdeckschicht.
Der Bevölkerungsanteil der Heimatvertriebenen betrug 10 % im Jahr 1961 und war geringer als im Kreis Limburg insgesamt (19 %). Der größte Teil der Heimatvertriebenen stammte aus der damaligen Tschechoslowakei.
Die wichtigsten öffentlichen Bauarbeiten seit der Zugehörigkeit zur Gemeinde Waldbrunn Westerwald waren die Mehrzweckhalle (Einweihung 15. Juli 1978), der Kindergarten (1991), das neue Feuerwehrhaus (1992) und die zentrale Kläranlage für Hausen und Ellar (1994).

## Bevölkerung

### Einwohnerentwicklung
| Jahr | Haushalte |
| ---- | --------- |
| 1489 | 12        |
| 1512 | 9         |
| 1608 | 18        |
| 1612 | 27        |
| 1624 | 23        |
| 1679 | 23        |

| Jahr | Haushalte |
| ---- | --------- |
| 1751 | 46        |
| 1804 | 70        |
| 1820 | 102       |
| 1840 | 133       |
| 1851 | 155       |
| 1866 | 178       |

| Hausen: Einwohnerzahlen von 1603 bis 2011 | Hausen: Einwohnerzahlen von 1603 bis 2011 | Hausen: Einwohnerzahlen von 1603 bis 2011 | Hausen: Einwohnerzahlen von 1603 bis 2011 | Hausen: Einwohnerzahlen von 1603 bis 2011 |
| --- | ----------------------------------------- | ----------------------------------------- | ----------------------------------------- | ----------------------------------------- |
| Jahr |                                           |                                           |                                           | Einwohner                                 |
| 1603 | 1603                                      |                                           | 128                                       | 128                                       |
| 1700 | 1700                                      |                                           | ?                                         | ?                                         |
| 1751 | 1751                                      |                                           | 285                                       | 285                                       |
| 1789 | 1789                                      |                                           | 336                                       | 336                                       |
| 1800 | 1800                                      |                                           | ?                                         | ?                                         |
| 1810 | 1810                                      |                                           | 410                                       | 410                                       |
| 1830 | 1830                                      |                                           | 465                                       | 465                                       |
| 1834 | 1834                                      |                                           | 495                                       | 495                                       |
| 1840 | 1840                                      |                                           | 503                                       | 503                                       |
| 1846 | 1846                                      |                                           | 559                                       | 559                                       |
| 1852 | 1852                                      |                                           | 588                                       | 588                                       |
| 1858 | 1858                                      |                                           | 616                                       | 616                                       |
| 1864 | 1864                                      |                                           | 653                                       | 653                                       |
| 1871 | 1871                                      |                                           | 658                                       | 658                                       |
| 1875 | 1875                                      |                                           | 659                                       | 659                                       |
| 1885 | 1885                                      |                                           | 704                                       | 704                                       |
| 1895 | 1895                                      |                                           | 606                                       | 606                                       |
| 1905 | 1905                                      |                                           | 619                                       | 619                                       |
| 1910 | 1910                                      |                                           | 645                                       | 645                                       |
| 1925 | 1925                                      |                                           | 737                                       | 737                                       |
| 1939 | 1939                                      |                                           | 703                                       | 703                                       |
| 1946 | 1946                                      |                                           | 919                                       | 919                                       |
| 1950 | 1950                                      |                                           | 903                                       | 903                                       |
| 1956 | 1956                                      |                                           | 820                                       | 820                                       |
| 1961 | 1961                                      |                                           | 906                                       | 906                                       |
| 1967 | 1967                                      |                                           | 974                                       | 974                                       |
| 1970 | 1970                                      |                                           | 1.102                                     | 1.102                                     |
| 1980 | 1980                                      |                                           | ?                                         | ?                                         |
| 1986 | 1986                                      |                                           | 1.173                                     | 1.173                                     |
| 1990 | 1990                                      |                                           | ?                                         | ?                                         |
| 2005 | 2005                                      |                                           | 1.409                                     | 1.409                                     |
| 2011 | 2011                                      |                                           | 1.275                                     | 1.275                                     |
| Datenquelle: Historisches Gemeindeverzeichnis für Hessen: Die Bevölkerung der Gemeinden 1834 bis 1967. Wiesbaden: Hessisches Statistisches Landesamt, 1968. Weitere Quellen: LAGIS und Rudersdorf; Zensus 2011 |                                           |                                           |                                           |                                           |

### Einwohnerstruktur 2011
Nach den Erhebungen des Zensus 2011 lebten am Stichtag dem 9. Mai 2011 in Hausen 1275 Einwohner. Darunter waren 71 (5,6 %) Ausländer.
Nach dem Lebensalter waren 231 Einwohner unter 18 Jahren, 549 zwischen 18 und 49, 252 zwischen 50 und 64 und 267 Einwohner waren älter.
Die Einwohner lebten in 498 Haushalten. Davon waren 129 Singlehaushalte, 126 Paare ohne Kinder und 180 Paare mit Kindern, sowie 48 Alleinerziehende und 12 Wohngemeinschaften. In 114 Haushalten lebten ausschließlich Senioren und in 372 Haushaltungen lebten keine Senioren.

## Religion
Die vorherrschende Religion ist Römisch-katholisch. Ungefähr 68 % der Einwohner gehören diesem Glauben an. Mit den Sternsingern und der Fronleichnamsprozession wirkt die Gemeinde im Dorf über die Kirche hinaus. Zahlreiche Bildstöcke und Wegkreuze prägen das Ortsbild und die Gemarkung.
Ungefähr 18 % der Einwohner gehören der evangelischen Kirche an. Die nächste evangelische Kirche ist in Neunkirchen. Etwa 14 % der Einwohner gehören anderen Religionsgruppen an oder sind konfessionslos.
Statistik
| • 1885: | 3 evangelische (= 0,43 %), 691 katholische (= 98,15 %), 10 jüdische (= 1,42 %) Einwohner |
| • 1961: | 40 evangelische (= 4,42 %), 855 katholische (= 94,37 %) Einwohner                        |

## Politik
Der Ort gehört bei Wahlen zum Deutschen Bundestag zum Bundestagswahlkreis Rheingau-Taunus – Limburg. Für Wahlen zum Hessischen Landtag zum Limburg-Weilburg I.
Ortsbeirat
Mit der Gebietsreform ist die Gemeindeverwaltung auf die Gemeinde Waldbrunn (Westerwald) übergegangen. Im Ort besteht ein Ortsbeirat aus fünf Mitgliedern. An der Spitze des Ortsbeirates steht der Ortsvorsteher Marc Eisenkopf (2021). Der Ortsbeirat hat, gegenüber der Gemeindevertretung, Vorschlags- und Anhörungsrecht in den Angelegenheiten die den Ort betreffen.
Die Wahl des Ortsbeirates richtet sich nach dem hessischen Kommunalwahlrecht. Dieses sieht das Kumulieren und Panaschieren vor. Die nächste Kommunalwahl findet 2026 statt. Die Kommunalwahl in Hessen 2021 lieferte, für den Ortsbeirat, folgendes Ergebnis:
| Parteien und Wählergemeinschaften | Parteien und Wählergemeinschaften           | Sitze 2021 | Sitze 2011 | Sitze 2006 | Sitze 2001 |
| CDU                               | Christlich Demokratische Union Deutschlands | 1          | 2          | 2          | 2          |
| BLW                               | Bürgerliste Waldbrunn                       | 3          | 3          | 2          | 2          |
| SPD                               | Sozialdemokratische Partei Deutschlands     | 0          | 0          | 1          | 1          |
| Gesamt                            | Gesamt                                      | 4          | 5          | 5          | 5          |

Der Ausländeranteil beträgt fünf Prozent. Die größte ausländische Bevölkerungsgruppe stammt aus der Türkei.

## Kultur und Sehenswürdigkeiten

### Vereine

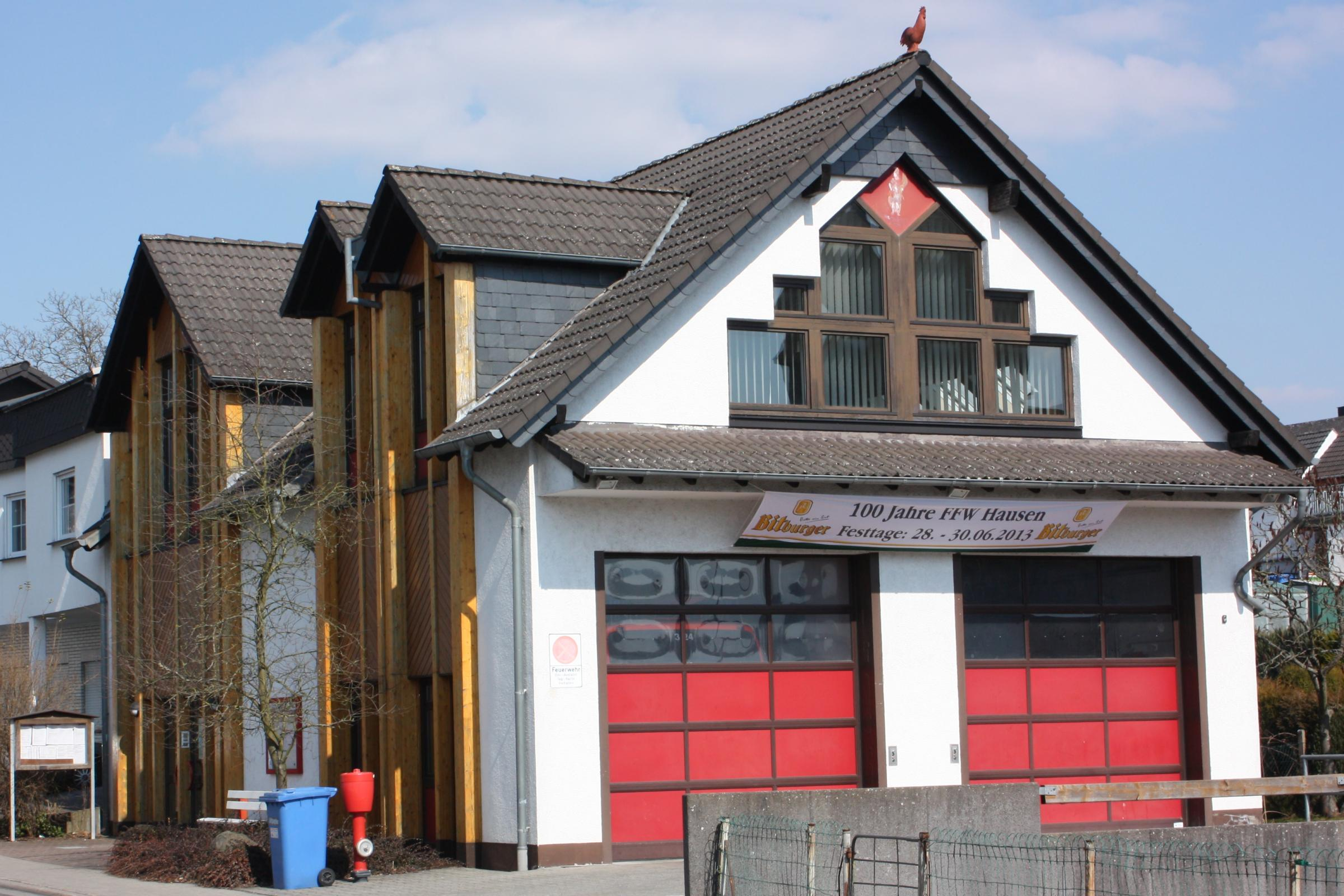
Feuerwehrhaus der Freiwilligen Feuerwehr

Das kulturelle Leben des Dorfes wird von den Vereinen getragen. Das Vereinsleben ist von dem traditionellen katholischen Milieu geprägt. Es bestehen Vereine wie die „DJK Sportgemeinschaft“ (gegründet 1914), die „kath. Frauengemeinschaft“ (gegründet 1935) oder die „Katholische Arbeitnehmer-Bewegung“ (gegründet 1947), oder die im Ort. Der Kirchenchor „St. Cäcilia“ ist nachweislich seit 1844 tätig. Der Männergesangverein „Eintracht“ wurde 1930 gegründet.
Die Freiwillige Feuerwehr Hausen wurde im Jahr 1913 gegründet. Seit dem 1. September 1972 besteht die Jugendfeuerwehr Hausen.

### Sport
Der Ort verfügt einen Fußball Kunstrasenplatz. Mehrere Vereine wie der TuS DJK Blau-Weiß e. V. (gegründet 29. April 1914) und der Tisch-Tennis-Club (gegründet 1975) organisieren ein sportliches Programm. Im Jahr 1966 gründeten die Fußballer des TuS gemeinsam mit dem Sportverein Rot Weiß Fussingen eine Spielgemeinschaft. 2003 trat der Turn und Sportverein e. V. Lahr der Spielgemeinschaft bei, die SG Hausen/Fussingen/Lahr hieß. Im April 2006 ging sie in den neu gegründeten FC Waldbrunn 2016 e. V. auf. Deren erste Fußballmannschaft spielt zurzeit in der Fußball-Verbandsliga Hessen Mitte.

### Naturdenkmäler
Das Basaltblockmeer Wildweiber-Kirche ist eine markante Felsformation im Wald westlich von Hausen.

### Regelmäßige Veranstaltungen
Das wichtigste Fest des Dorfes ist die Kirmes am 2. Wochenende im August.
Seit dem Jahr 2002 findet jährlich die Veranstaltung Waldbrunn on the Road / Waldbrunn uf de Baa statt. Für den Rad-, Wander- und Skatertag werden die Straßen in Waldbrunn und den Nachbarorte für den Kraftfahrzeugverkehr gesperrt. Die Veranstaltung wird von einem umfangreichen Rahmenprogramm begleitet.

### Kulinarische Spezialitäten
Zu den einheimischen Gerichten gehört z. B. das Pfännchen. Hierbei handelt es sich um gebackene Eier mit Speck, Blut- und Leberwurst. Ebenfalls ist der Dippekuchen aus geriebenen Kartoffeln mit gewürfeltem Schinken und Eiern gebraten ein traditionelles Gericht, als Beilage wird er mit Äppelmok (Apfelmus) verzehrt. Ein weiteres traditionelles Gericht ist der Eierkäs, eine Süßspeise aus gestockten Eiern mit Milch und Zucker, für dessen Zubereitung mit der Eierkässeih (Eierkäsesieb) ein spezielles Geschirr benötigt wird.
Traditionelle Getränke sind Apfelwein und Kornbrand. Mittlerweile hat das Bier jedoch die vorherrschende Bedeutung. Wie in anderen Orten wurde zu Silvester Brocksel zubereitet. Eine Speise aus Lebkuchen, braunem Kandiszucker und Kornbrand.

### Bauwerke

#### Kulturdenkmäler
Siehe Liste der Kulturdenkmäler in Waldbrunn-Hausen

#### Laurentiuskirche

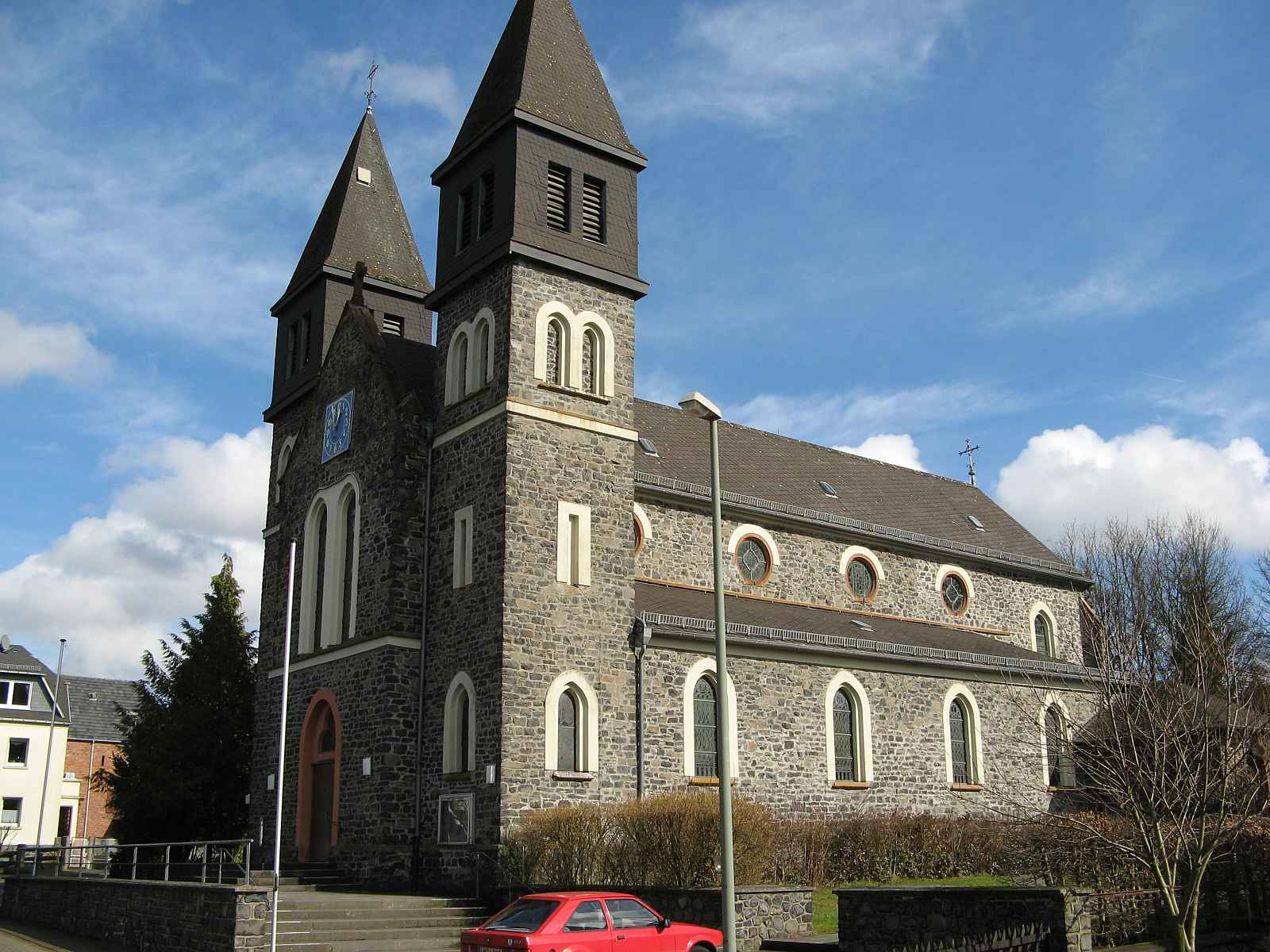
Die Laurentiuskirche in Hausen (erbaut 1871/72)

Die katholische Laurentiuskirche wurde 1871/72 im neoromanischen Stil erbaut. Die Konsekration der Kirche erfolgte am 5. September 1900. Die Türme der Kirche wurden 1923 erhöht. Der Standort der Kirche entspricht nicht dem Standort der gotischen Laurentiuskapelle.
Auffällig an der Kirche ist die, bei Dorfkirchen der Region eher seltene, Doppelturmfassade. Das Langhaus der Kirche verfügt über ein Mittelschiff mit zwei Seitenschiffen. Das Langhaus hat eine Länge von 18,00 Meter und eine lichte Breite von 13,00 Meter. Das Mittelschiff hat eine lichte Höhe von 10,30 Meter. Die Seitenschiffe haben eine Höhe von 5,50 Meter. Nach einer umfangreichen Renovierung wurde der Innenraum der Kirche 1958 von dem Künstler Paul Grimm neu gestaltet. Im Inneren der Kirche befinden sich die Seitenaltäre „Abendmahl“ und „Maria Himmelfahrt“, die 1780 für den Limburger Dom hergestellt wurden.

## Wirtschaft und Infrastruktur

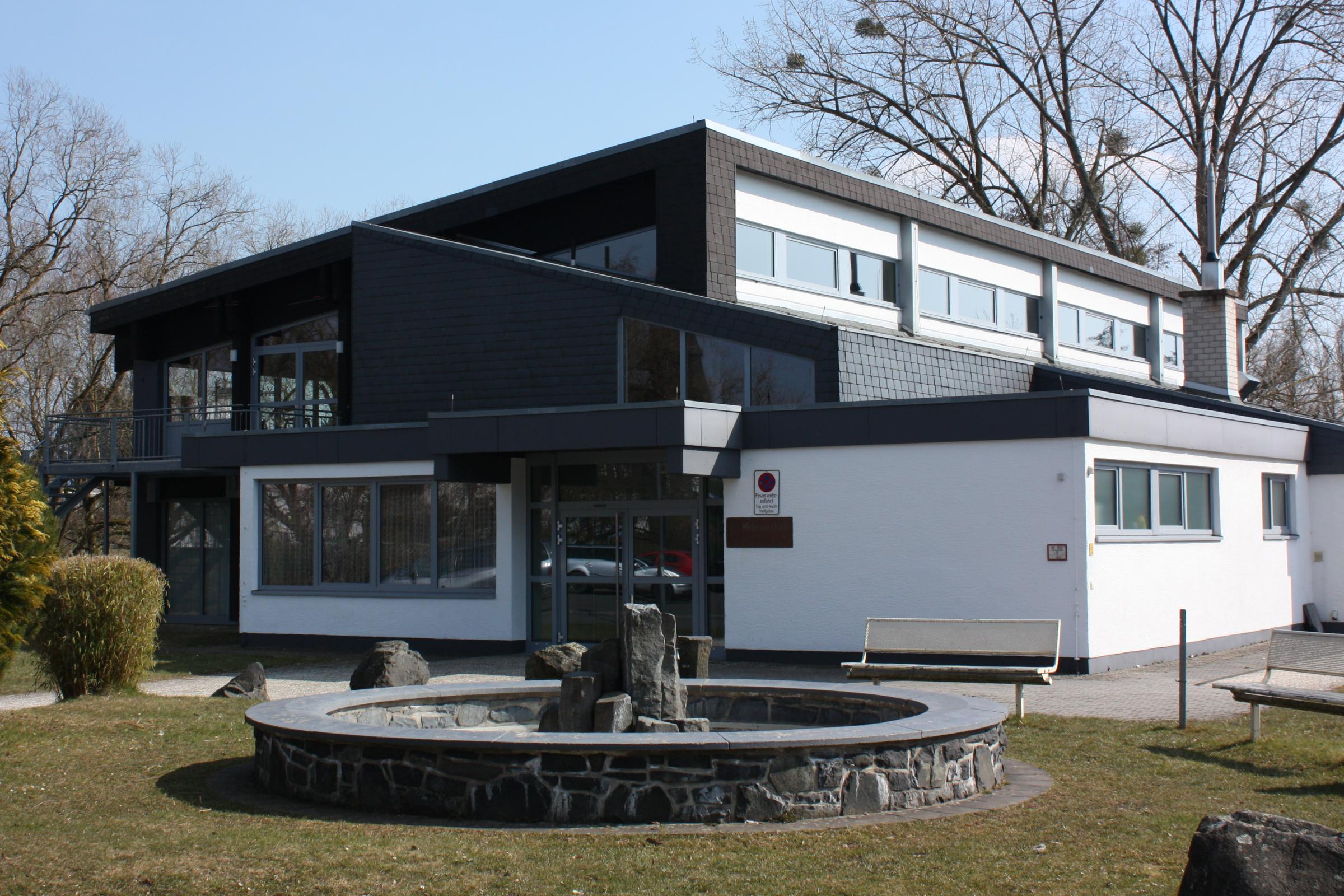
Das Dorfgemeinschaftshaus in der Ortsmitte

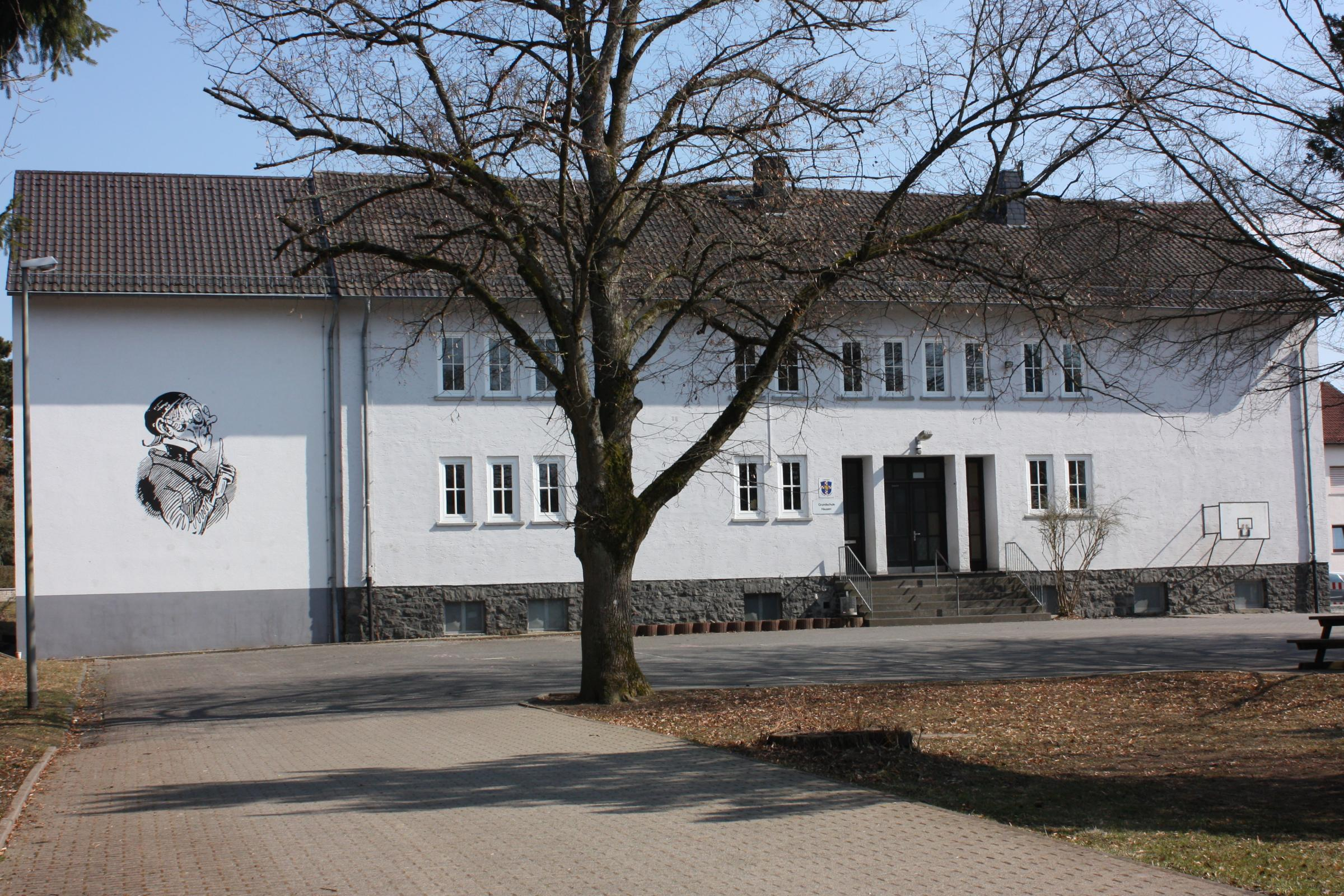
Das Gebäude der heutigen Grundschule

Es bestehen die ortsübliche Handwerks- und Dienstleistungsbetriebe. Die meisten Erwerbstätigen pendeln nach Limburg und in das Rhein-Main-Gebiet. Seit dem Jahr 1913 sorgt die Freiwillige Feuerwehr Hausen (ab 1. September 1972 mit Jugendfeuerwehr) für den abwehrenden Brandschutz und die allgemeine Hilfe in diesem Ort.
Es befinden sich im Ort das Dorfgemeinschaftshaus in der Langstraße sowie Kinderspielplätze.

### Verkehr
Durch den Ort verlaufen keine Fernstraßen. Die Anschlussstellen an die Bundesstraße 49 befinden sich in Obertiefenbach und bei Merenberg. Die nächste Anschlussstelle an die Bundesstraße 54 ist in Langendernbach.
Es verkehren regelmäßig Buslinien nach Limburg an der Lahn, nach Hadamar und Mengerskirchen. Die Entfernung zum Flughafen Frankfurt beträgt etwa 80 km.
Der Ort hat ein ausgedehntes Netz an ausgeschilderten Wanderwegen.

### Bildung
In Hausen besteht ein katholischer Kindergarten. Der Ort verfügt über eine Grundschule, die auch von Schülern aus Fussingen besucht wird. Als Haupt- und Realschule dient die Westerwaldschule in Waldernbach. Das nächste Gymnasium ist in Hadamar, weiterhin werden weiterführende Schulen in Limburg an der Lahn besucht.

## Persönlichkeiten
- Josef Hofmann (1927–2016), langjähriger Erster Bürgermeister der Stadt Mainz